# Черемисиново
Черемисиново (рос. Черемисиново) — робітниче селище в Черемисиновському районі Курської області Російської Федерації.
Населення становить 3367 осіб. Входить до складу муніципального утворення селище Черемисиново.

## Історія
Населений пункт розташований на території українського етнічного та культурного краю Східна Слобожанщина.
Від 2004 року входить до складу муніципального утворення селище Черемисиново.

## Населення
| 1939  | 1959  | 1970  | 1979  | 1989  | 2002  | 2006  |
| ----- | ----- | ----- | ----- | ----- | ----- | ----- |
| 1002  | ↗1743 | ↗2164 | ↗3547 | ↗4805 | ↘4075 | ↘4000 |
| 2009  | 2010  | 2012  | 2013  | 2014  | 2015  | 2016  |
| ↘3775 | ↗3812 | ↘3700 | ↘3598 | ↘3539 | ↘3482 | ↘3437 |
| 2017  | 2018  | 2019  | 2020  | 2021  |       |       |
| ↘3382 | ↘3328 | ↘3256 | ↘3161 | ↗3367 |       |       |